# Astier Nicolas
Astier Nicolas (n. 19 ianuarie 1989, Toulouse, Franța) este un sportiv ce a reprezentat Franța, medaliat olimpic. A participat la o ediție a Jocurilor Olimpice (2016) în care a câștigat o medalie de aur și o medalie de argint.